# Numerele de înmatriculare auto în Monaco
Numerele de înmatriculare sunt albastre pe un fond alb și au o etichetă care precizează taxa de drum este plătită în anul respectiv. Numerele de înmatriculare sunt compuse din patru cifre sau o literă și trei cifre.

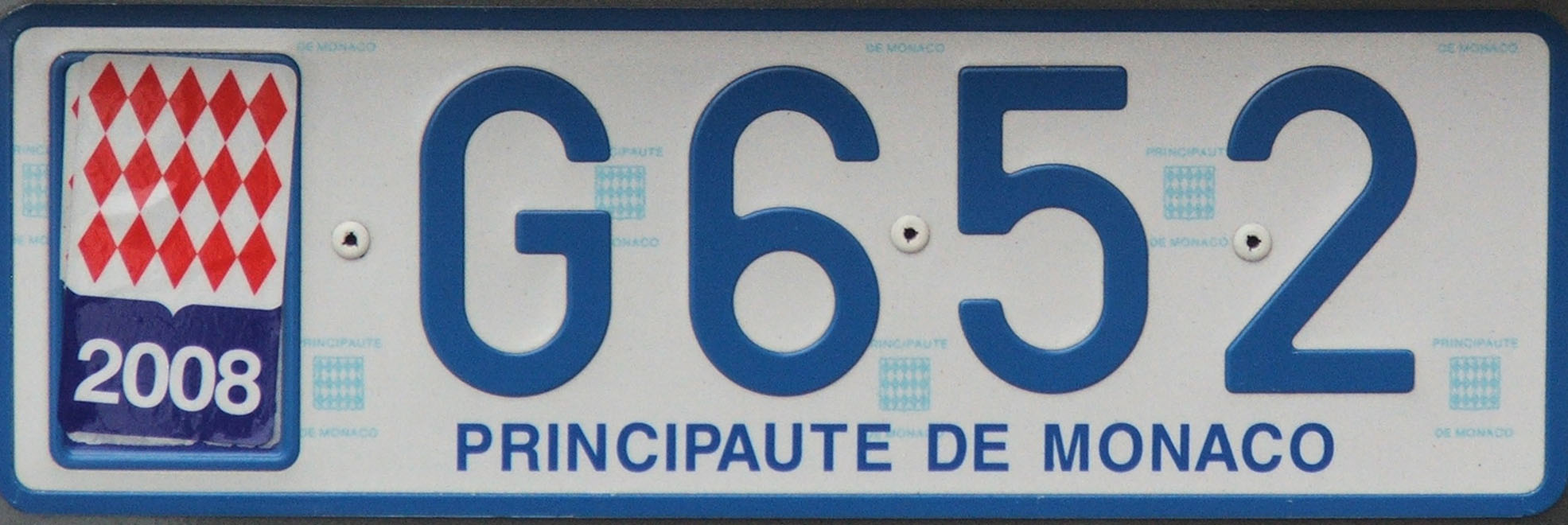
Număr de înmatriculare din Monaco

Pentru motociclete și mopede numerele de înmatriculare sunt compuse din două litere și două cifre.
Cazuri speciale:
- Casa Regală: MCXX (unde XX sunt două cifre)
- Corpul Consular: XCCX (unde X e o literă)
- Corpul Diplomatic: XCDX (unde X e o literă)